# Filgueiras Lima
Antônio Filgueiras Lima (Lavras da Mangabeira, 21 de maio de 1909 - Fortaleza, 28 de Setembro de 1965) foi um educador e poeta cearense.
Fundou 350 escolas, reformou o ensino normal e primário e promoveu várias campanhas educativas.

## Biografia
Foi, em seu tempo, uma personalidade marcante e amplamente conhecida no Ceará. Sem forçar espaço ou perseguir notoriedade, conceituou-se como poeta e educador entre seus contemporâneos, sobretudo junto à juventude, sua área principal de sua atuação. Sua família nunca se descuidou da perpetuação de sua memória, de vez em quanto acendida, pela reedição de seus livros e por outras formas de comunicação visual e fonográfica.

### O Começo
Em 29 de julho de 1927, aos dezoito anos de idade, ocupou as funções de "Inspetor Regional do Ensino", cargo em que se efetivou, por concurso, em 1931.

### Fundação da revista pedagógica Educação Nova
Em 1932 fundou, com outros a revista pedagógica Educação Nova de que foi redator-chefe, depois transformada em órgão da antiga "Diretoria Geral da Instrução Pública do Ensino" no Ceará. Foi, em fevereiro desse mesmo ano, nomeado chefe do "Serviço de Estatística Educacional" daquela diretoria.
Em dezembro de 1932, o livro Festa de Ritmos obteve uma menção honrosa de poesia da Academia Brasileira de Letras.
Nos anos de 1931 e 1932 ocupou, interinamente, o cargo de "Diretor Geral da Instrução". Em dezembro de 1933, conquistou em concurso, classificado em 1º lugar, a cadeira de Didática da Escola Normal Pedro II, hoje Instituto de Educação.
Em 1934, exerceu os cargos de "Inspetor do Ensino Normal" e de "Assistente Técnico do Ensino".

### Colação de Grau
Em dezembro de 1933 colou grau de bacharel em Ciências Jurídicas e Sociais pela Faculdade de Direito do Estado do Ceará. Em 1936, foi paraninfo da 1ª turma de concludentes do curso de aperfeiçoamento de professores do Instituto de Educação. Manteve durante o ano de 1937 uma página pedagógica no jornal "O Povo".

### Ceará Rádio Clube e Fortaleza
Manteve pela estação da Ceará Rádio Clube, um programa cultural intitulado Arte e Pensamento. Fundou a revista literária Fortaleza, de que foi um dos redatores.

### Fundação do Colégio Lourenço Filho
Em fevereiro de 1938, fundou com o Dr. Paulo Sarasate o Instituto Lourenço Filho, hoje Colégio Lourenço Filho, de que foi diretor mais de 25 anos e onde ensinou os métodos e técnicas da Pedagogia Funcional. Era seu orientador e supervisor, na qualidade de presidente de seu conselho técnico educacional.

### Representação na Conferência sobre José de Alencar
Em 1939 representou o Ceará numa reunião de intelectuais brasileiros promovida pelo prestigioso jornal A Gazeta, de São Paulo, em cujo auditório proferiu uma conferência sobre a vida e a obra de José de Alencar, sob o título A Literatura Cearense na Formação do Sentimento Nacional, que foi publicada em folheto pelo órgão paulistano e, meditada pela Imprensa Universitária, sob o título Alencar e a Terra de Iracema, durante as comemorações do centenário daquele romance. Na sessão do dia 30 de novembro de 1939, da Academia Brasileira de Letras, foi recebido e saudado pelo acadêmico Aloysio de Castro.

### Conselho Deliberativo do Instituto Brasil Estados Unidos no Ceará
O Poeta Filgueiras Lima foi membro do "Conselho Deliberativo do Instituto Brasil Estados Unidos no Ceará (IBEU/CE)" desde sua fundação em 1943 até 1949, passando pelas presidências de Edgard Cavalcante Arruda, Faustino de Albuquerque e Sousa, Daniel Augusto Lopes e Carlos Ribeiro.

### Secretaria de Educação e Saúde do Estado do Ceará
Em fevereiro de 1946 foi convidado pelo Interventor Federal Ministro Pedro Firmeza a ocupar, era caráter técnico, as funções de Secretário de Educação e Saúde do Estado do Ceará, cargo em que permaneceu nas interventorias do Coronel Machado Lopes e do Desembargador Feliciano de Atayde.
Durante a sua administração fundou 350 escolas, instalou gabinetes destinados para grupos escolares do interior, Delegacias Regionais do Ensino, reformou o ensino normal e primário, criou a Diretoria de Fiscalização e Orientação de Ensino e promoveu várias campanhas educativas.

### Representação do Ceará em Congressos
Representou o Ceará no 1º Congresso Nacional de Educação de Adultos, em fevereiro de 1947, de cuja sessão de instalação foi orador oficial pronunciando urna conferência sobre A Educação de Adultos na Democracia.
Também representou os diretores de escolas privadas do Ceará no II Congresso promovido pela Federação dos Estabelecimentos Particulares de Ensino, em Belo Horizonte, em julho de 1946. Em nome das delegações dos Estados, pronunciou, na sessão inaugural, um discurso em que defendeu o tema Educação para a Liberdade e para a Paz.
Em 1949, representou o Ceará no Congresso de Educadores, realizado na capital da Bahia, no qual apresentou uma tese sobre Metodologia das Ciências Sociais impressa pela editora Instituto do Ceará.
Em 1950, por solicitação do Ministério da Educação e Cultura, prestou sua colaboração ao Departamento Nacional de Educação, cooperando com a Campanha de Educação de Adultos.
Em 1951, foi nomeado Diretor do Instituto de Educação do Estado do Ceará. Nesse mesmo ano, ocupou a cadeira de Didática Geral da Faculdade de Filosofia do Ceará.
Atendendo a convite especial, em 1954 e 1956, tomou parte em reuniões pedagógicas e congressos, levados a efeito em Recife e São Paulo, pela Diretoria do Ensino Comercial. No primeiro, apresentou um trabalho sobre Ensino Comercial como modalidade de educação geral, e no segundo, sobre Ensino Moderno das Ciências Sociais.
Era presidente do Conselho Estadual de Educação, cargo que exercia há mais de dez anos e para o qual foi reconduzido, quando da reorganização do Conselho, em virtude dos dispositivos da Lei de Diretrizes e Bases da Educação Nacional.

### Instituto do Nordeste
Era membro efetivado Instituto do Ceará, sócio fundador do Instituto do Nordeste. Era professor da cadeira Relações Humanas da Escola de Administração do Ceará. Era Presidente do Conselho Fiscal do Serviço Especial de Educação e Cultura, desde sua instalação.

### Falecimento
Faleceu na madrugada do dia 28 de Setembro de 1965 deixando viúva D. Amazonia Braqa de Filgueiras Lima, com quem se consorciara em 1935 e de quem teve os filhos, Rui, Antônio e José.

## Homenagens
- Ocupava na Academia Cearense de Letras a cadeira nº 21, fundada por Antônio Sales, a quem sucedeu, e de que é patrono José de Alencar.
- No dia de lançamento do seu livro O Mágico e o Tempo em Fortaleza, foi agraciado com a Medalha de Honra do Município, pelo prefeito de Fortaleza. Nesta mesma data - 14 de julho - o prefeito Murilo Borges sancionou a Lei nº 2571 que lhe concedeu o título de Cidadão de Fortaleza.
- Em 26 de Janeiro de 1973, em caráter post-mortem, O Poeta e Educador Filgueiras Lima foi agraciado com a Medalha Justiniano de Serpa. A solenidade de entrega das medalhas aconteceu no Palácio da Abolição e contou com a presença do governador do estado, Dr. Plácido Castelo e do Ministro da Educação, Senador Jarbas Passarinho. A Medalha Justiniano de Serpa foi contemplada a doze professores que se destacaram por serviços prestados à área da educação no Ceará.

## Obras
- Festa de Ritmos (1932);
- Ritmo Essencial (1944);
- Terra da Luz (1956);
- Alencar e a terra de Iracema, (1965).[6]
- O Mágico e o Tempo (1965).[7]